# Daihatsu Mira Gino

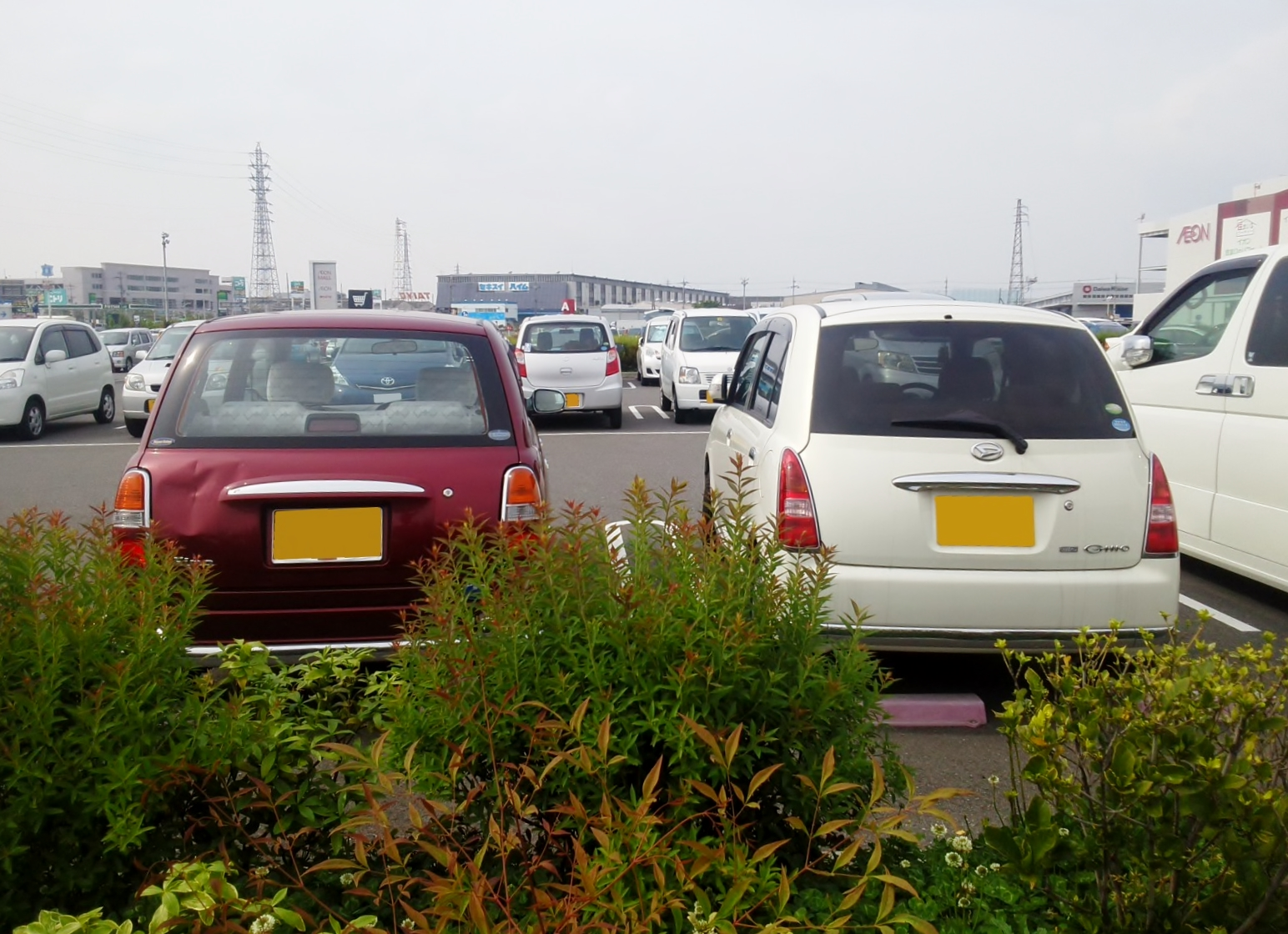
Сравнение первого и второго поколений.

Daihatsu Mira Gino (яп. ダイハツ・ミラ ジーノ Дайхацу Мира Дзи:но) — кей-кар с характерным ретро-стилем, выполненный японским автопроизводителем Daihatsu с 1999 по 2009 год. Он основан на более распространенной модели Mira и впервые был представлен на японском рынке в 1999 году, а модель второго поколения появилась в 2004 году. Mira Gino заменил Mira Classic, который является субвариантом четвертого поколения Mira. Модель второго поколения также была экспортирована как Daihatsu Trevis (яп. ダイハツ・トレヴィス Дайхацу Торевуису) на некоторые европейские рынки, такие как Германия, Нидерланды, Италия и Франция.

## Первое поколение
Первое поколение Mira Gino было представлено в 1999 году и выпускалось либо в трех-, либо в пятидверном исполнении. Автомобиль основан на модели L700 series Mira, которая выпускалась с 1998 по 2002 год. Первоначально автомобиль был доступен только с рядным трехцилиндровым бензиновым двигателем серии EF объемом см3, без наддува или с турбонаддувом. Имеется также передний или полный привод. Этот стиль напоминает дизайн Daihatsu Compagno и классического Mini.

Необычной разработкой стала установка на европейском рынке 1-литрового рядного трехцилиндрового бензинового двигателя серии EJ Mira Gino 1000, представленного в августе 2002 года. Эта версия больше не вписывалась в класс кей-каров из-за своего большего двигателя, а также была немного длиннее и шире из за установки переопределителей бампера и отделки крыла. Более крупный двигатель производил 47 кВт (63 л. с. ; 64 л. с.), то же самое, что и турбированный 658- кубовый двигатель, но предлагал значительно большую мощность при более низких оборотах двигателя. 1290 единиц Gino 1000 были построены, когда производство первого поколения подошло к концу в июне 2004 года . Джино 1000 был эффективно заменен 1-литровым Daihatsu Boon.

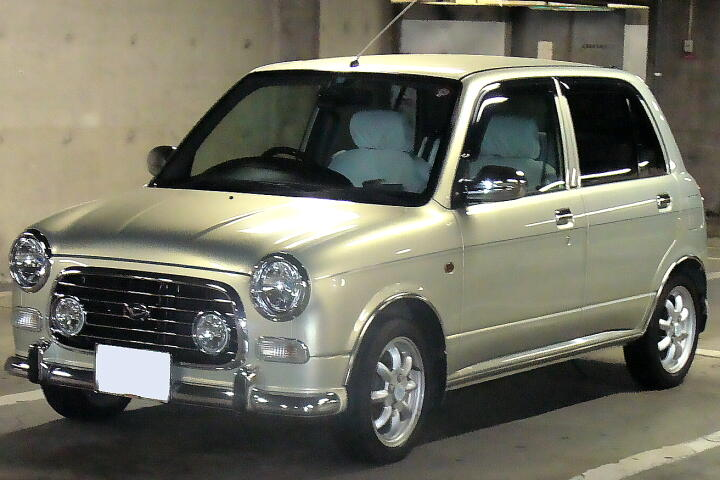
Daihatsu Mira Gino 1000
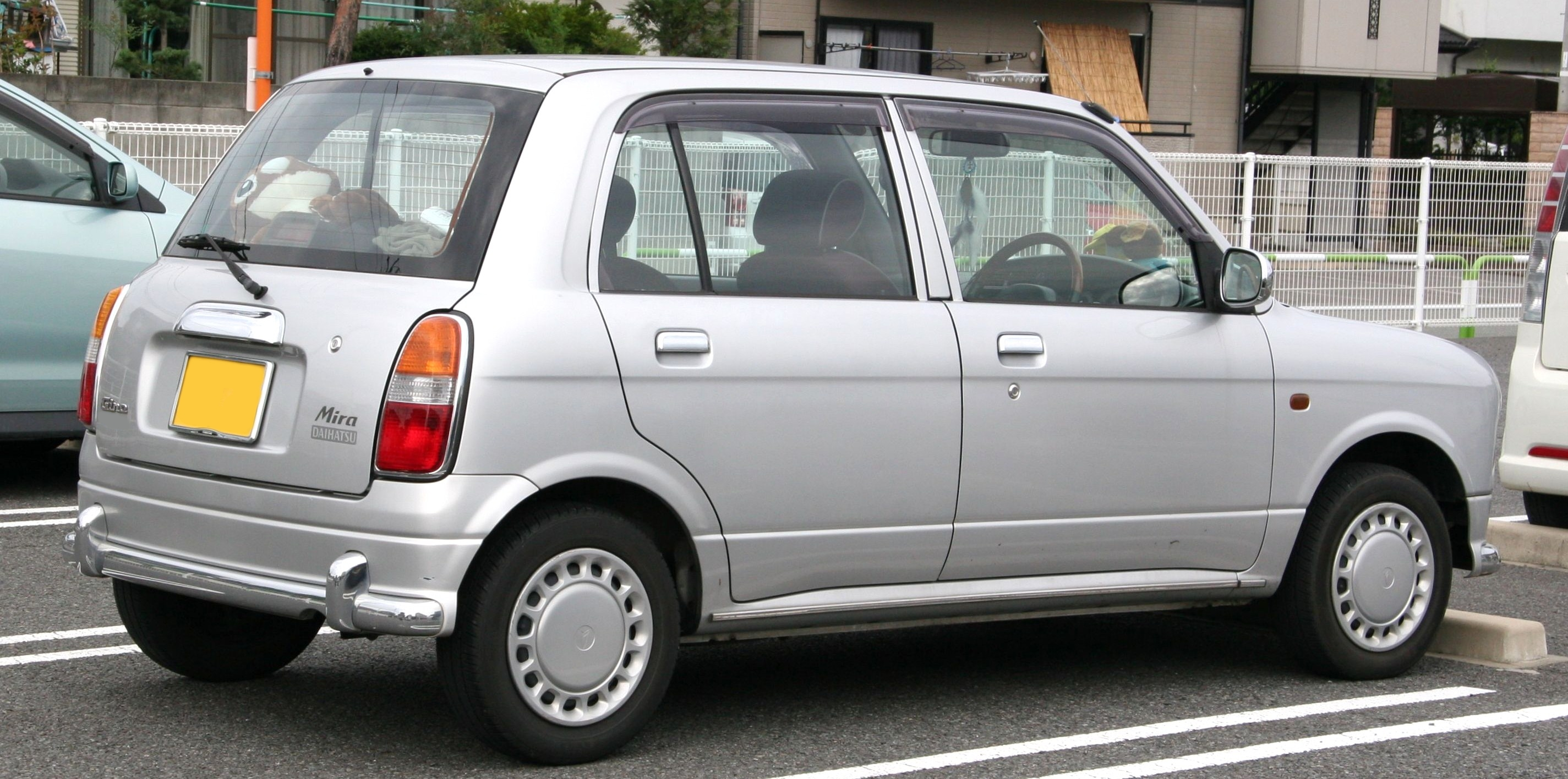
Вид сзади
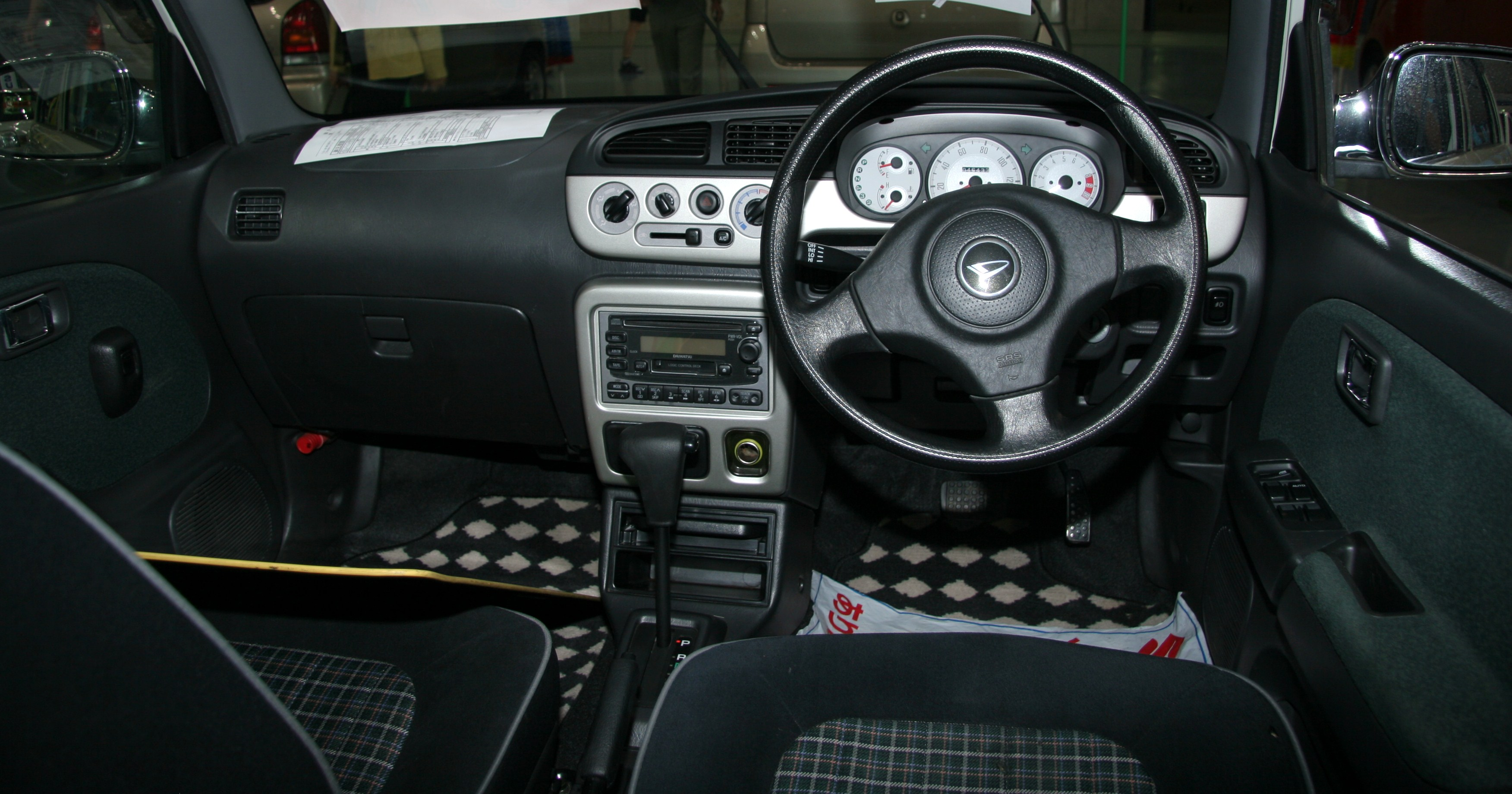
Салон

## Второе поколение
Для модели второго поколения трехдверная версия была отброшена, и она была доступна только в качестве пятидверного хетчбэка. Mira Gino был снят с производства в марте 2009 года и заменен на Mira Cocoa, также с ретро-стилем, хотя и более оригинальным. Стиль снова был вдохновлен Mini.

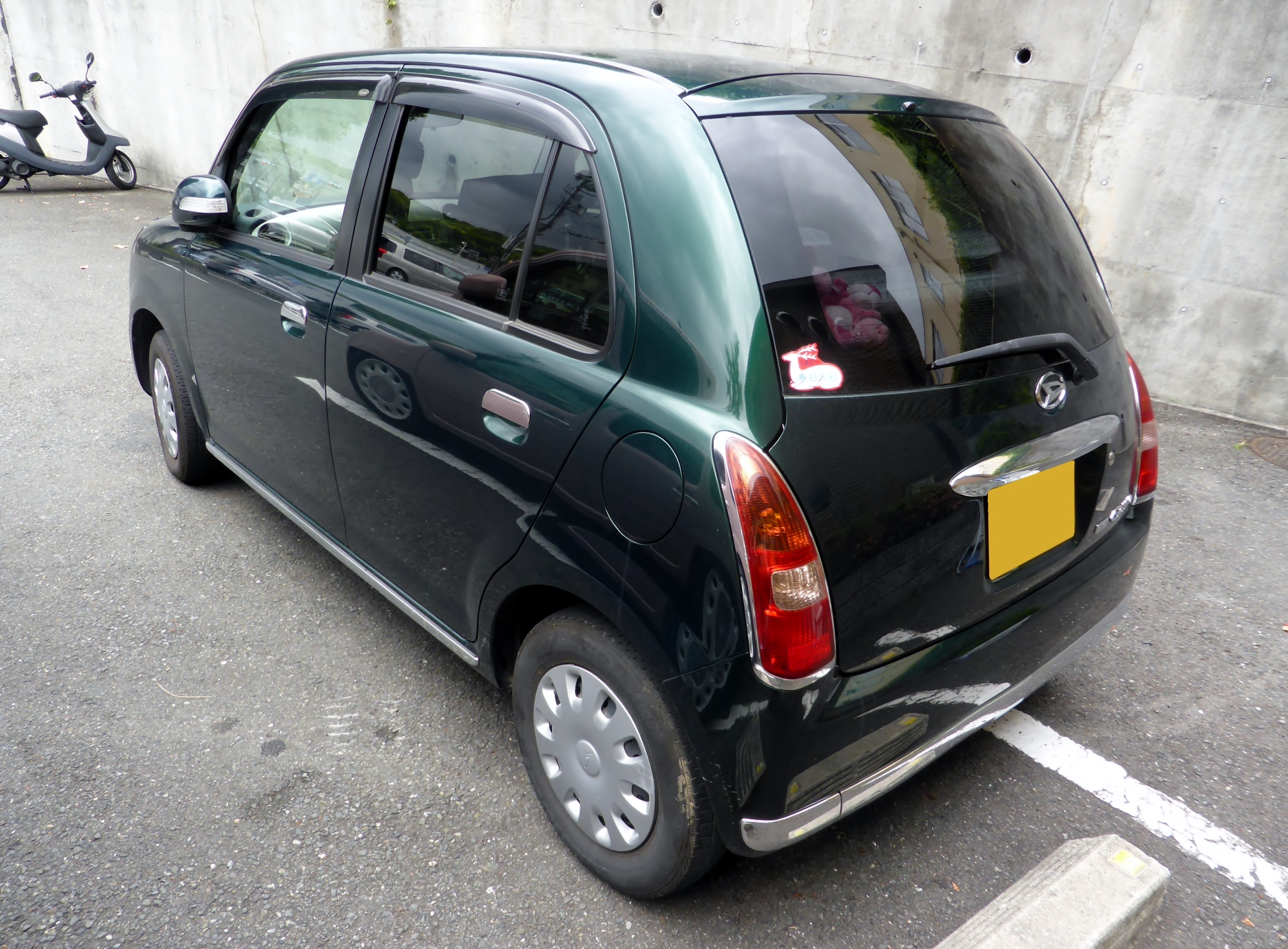
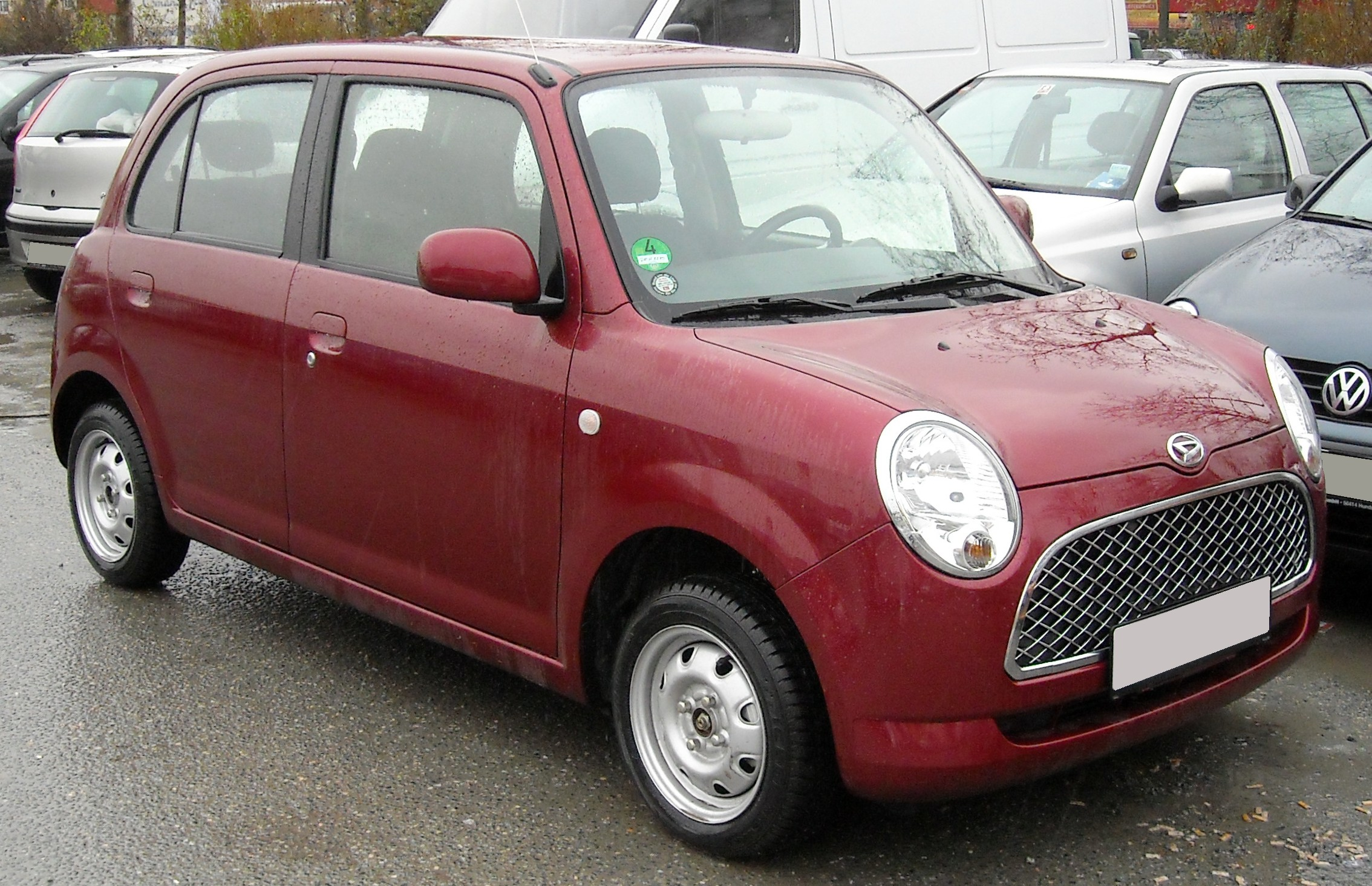
Daihatsu Trevis (европейская версия Mira Gino)
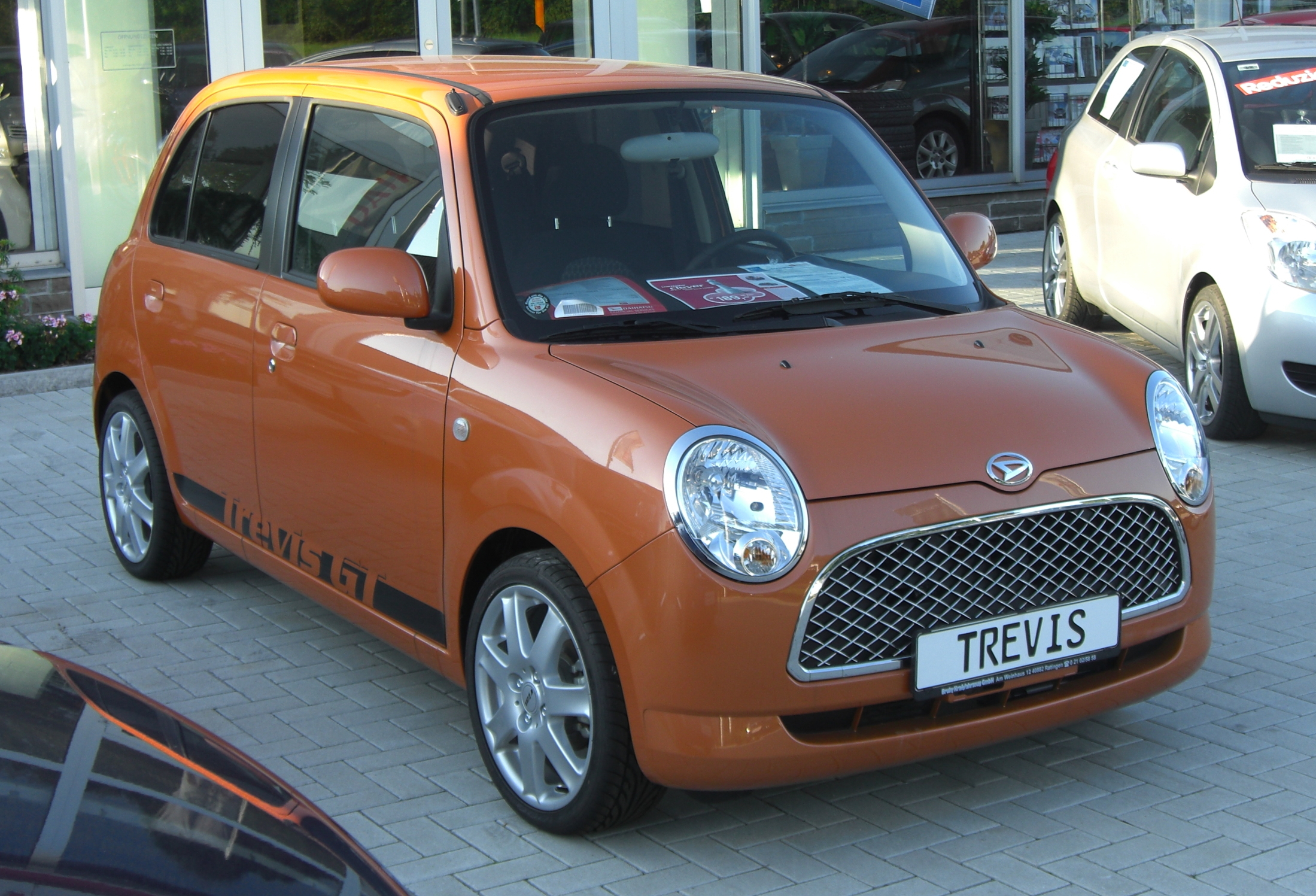
Daihatsu Trevis GT
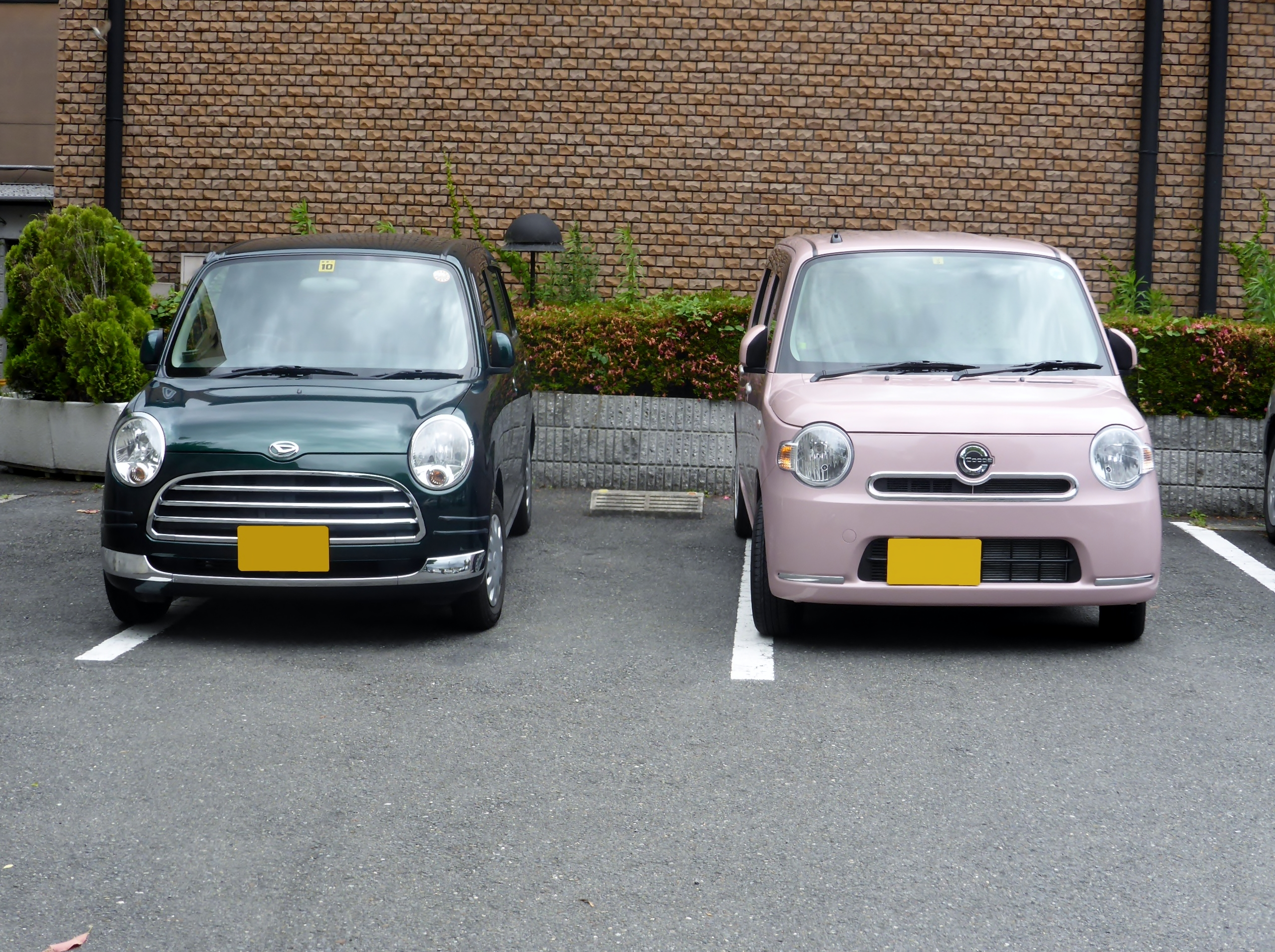
Сравнение Mira Gino с его переемником — Mira Cocoa